# Galgano Guidotti
Pour les articles homonymes, voir Guidotti.

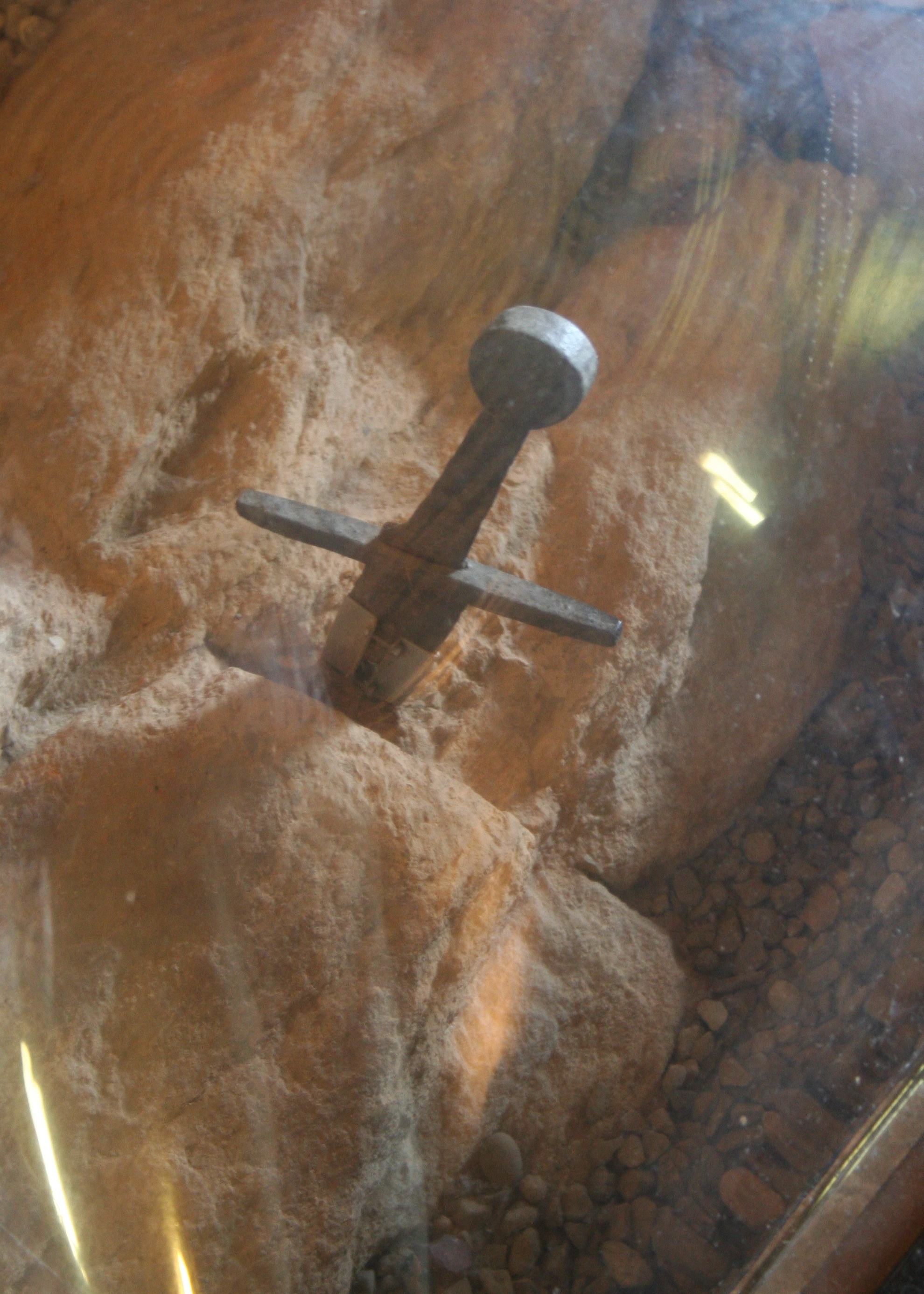
La croix formée par l'épée dépassant du rocher

Galgano Guidotti (saint Galgano ou saint Galgan - en italien San Galgano), né en 1148 à Chiusdino, dans l'actuelle province de Sienne, en Toscane et mort le 30 novembre 1181, est une figure des écrits du Trecento, dans la Toscane du bas Moyen Âge et un saint pour l'Église catholique, fêté le 30 novembre ou le 3 décembre suivant les lieux.

## Biographie
Après une jeunesse libertine, le chevalier Galgàno Guidotti se serait converti à la suite d'une apparition de saint Michel. L'archange lui ayant ordonné de se retirer du monde, il abandonna ses titres et possessions pour faire ermitage dans la campagne siennoise, dans un lieu aujourd'hui nommé chapelle San Galgano de Montesiepi ; dans la plaine  proche, une abbaye cistercienne fut construite, vingt ans après sa mort, en 1201 pour l'honorer. Elle fut longtemps prospère. Par la suite, saint Galgano étant devenu très populaire, les Cisterciens le revendiquèrent comme un des leurs ; les ermites de saint Augustin en firent autant.
Pour indiquer qu'il renonçait à la violence Galgano aurait voulu briser son épée contre un rocher. Mais miraculeusement la lame s'y serait enfoncée jusqu'à la garde,. Une analyse métallurgique pratiquée en 2001, par l'Université de Pavie, a démontré que l'épée était réellement enfoncée dans le roc et qu'elle est constituée d'un métal qui datait bien du XIIe siècle, selon la classification d'Ewart Oakeshott.
Quatre années après sa mort, il fut canonisé par le pape Lucius III.
Cette épée, désormais sous plexiglas, est toujours visible au milieu de la chapelle de son ermitage construit autour de cette relique. Ce symbole (passage de la violence de la guerre à la paix de la religion) sert de représentation de la croix par la garde et la poignée restant visibles émergeant du rocher.
Cette histoire comporte beaucoup de similitudes avec l'épée magique légendaire du roi Arthur, Excalibur. Selon le médiéviste italien Mario Moiraghi la légende arthurienne s'inspirerait de Galgano Guidotti dont le nom rappelle ceux de Gauvain ou de Galaad entre autres.

## Représentations
- Des épisodes de sa vie pieuse dans les fresques (inachevées) d'Ambrogio Lorenzetti, dans une des chapelles de l'ermitage.
- Son portrait par Ambrogio Lorenzetti au  Palazzo Pubblico de Sienne.
- Scène de sa vie sur un  médaillon polylobé, conservé au  musée national du Moyen Âge dit musée de Cluny[9].
- Le symbole de son épée est répété en forme de croix sur le mobilier liturgique de la Cappella di San Galgano a Montesiepi.
- La décoration à fresque le long des parois (six panneaux) de l'église du Santuccio, œuvre de Ventura Salimbeni illustrant sa vie :

1. Un miracle : trois hommes qui avaient outragé San Galgano sont punis : un est dévoré par un loup, un autre frappé par la foudre et le troisième est noyé dans un tonneau ;
2. San Galgano à genoux adorant l'épée libérant un possédé ;
3. San Galgano à genoux entre deux anges, adorant l'épée plantée dans le rocher ;
4. San Galgano dormant, couché sur des marchandises, recevant la vision d'un ange ;
5. San Galgano, descendu de cheval  et tenant les rênes, un genou enterre, adorant un ange ;
6. San Galgano nu recouvert de feuilles, recevant la visite de ses parents.